# Artur Mabellon
François Arthur Mabillon (Claye-Souilly, 13 d'octubre de 1888 - Claye-Souilly, 13 d'octubre de 1961) va ser un tirador amb arc francès que va competir en els anys posteriors a la Primera Guerra Mundial.
El 1920 va prendre part en els Jocs Olímpics d'Anvers, on va disputar tres proves del programa de tir. Guanyà la medalla de plata en les proves de tir a l'ocell mòbil, 50 m. per equips i ocell mòbil, 33 m. per equips, i la de bronze en la de tir a l'ocell mòbil, 28 m. per equips.